# Бюрресхайм (замок)
Замок Бюрресхайм (нем. Schloss Bürresheim) находится северо-западнее Майена на скалистом отроге у реки Нетте. Он принадлежит местной церкви Санкт-Иохан. Вместе с замком Эльц и замком Лиссинген остаётся одним из немногих сооружений Айфеля, никогда не завоёванным или опустошённым в войнах XVII—XVIII веков, а также в ходе потрясений после французской революции.
Благодаря своему уникальному расположению в пограничной зоне владений Кёльнского и Трирского курфюршеств эти диоцезы оказали значительное влияние на историю замка.

## Жители и владельцы

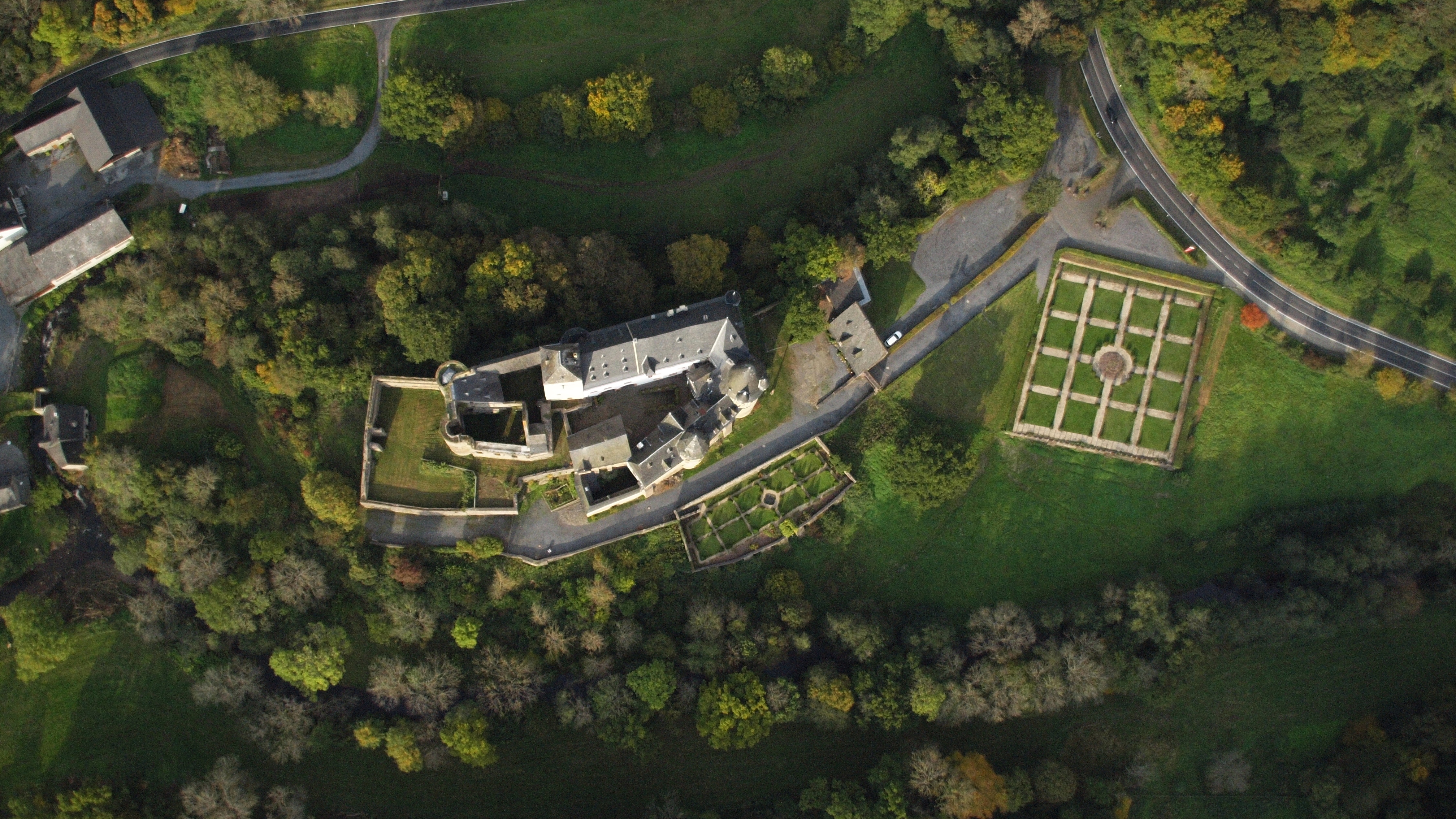
Панорамный вид (2014)

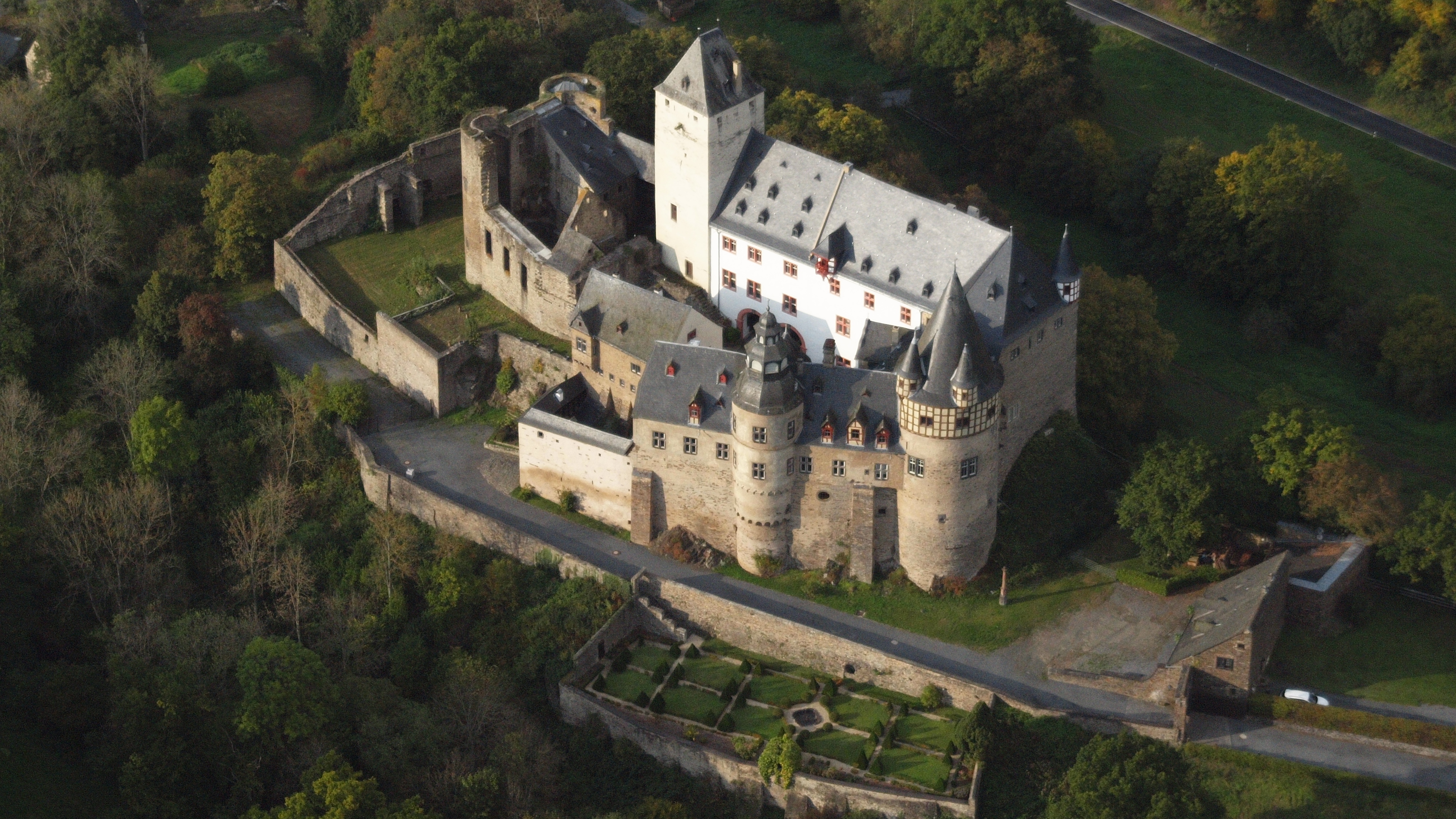
Вид с воздуха (2014)

Замок построен в XII веке и в 1157 году впервые упоминается с его владельцами Эберхардом и Метфридом «de Burgenesem». Сын Эберхарда Филипп незадолго до 1189 года продал свою долю Кёльнскому архиепископу Филиппу I фон Гейнсбергу, чтобы впоследствии сделать его своим феодом. Трирская епархия признала важность этого положения и приобрела у архиепископа Финстингена Генриха II вторую половину замка.
Войты Лойтесдорфа в 1359 году захватили Кёльнский феод его последнего представителя в Бюрресхайме, и трирская часть отошла к лордам Шёнек. В XIV веке Бюрресхайм принадлежал Ганербенбургу. Шёнек недолго владели замком, — в 1473 году Куно фон Шёнек и его сын продали свою часть замка и сеньорию Бюрресхайма Герлаху фон Брайдбаху, чей сын Иоганн в 1477 году хотел приобрести часть Лойтесдорфского феода. Оставшаяся часть замка войтов в начале XVI века отошла Эммериху фон Ланштайну.

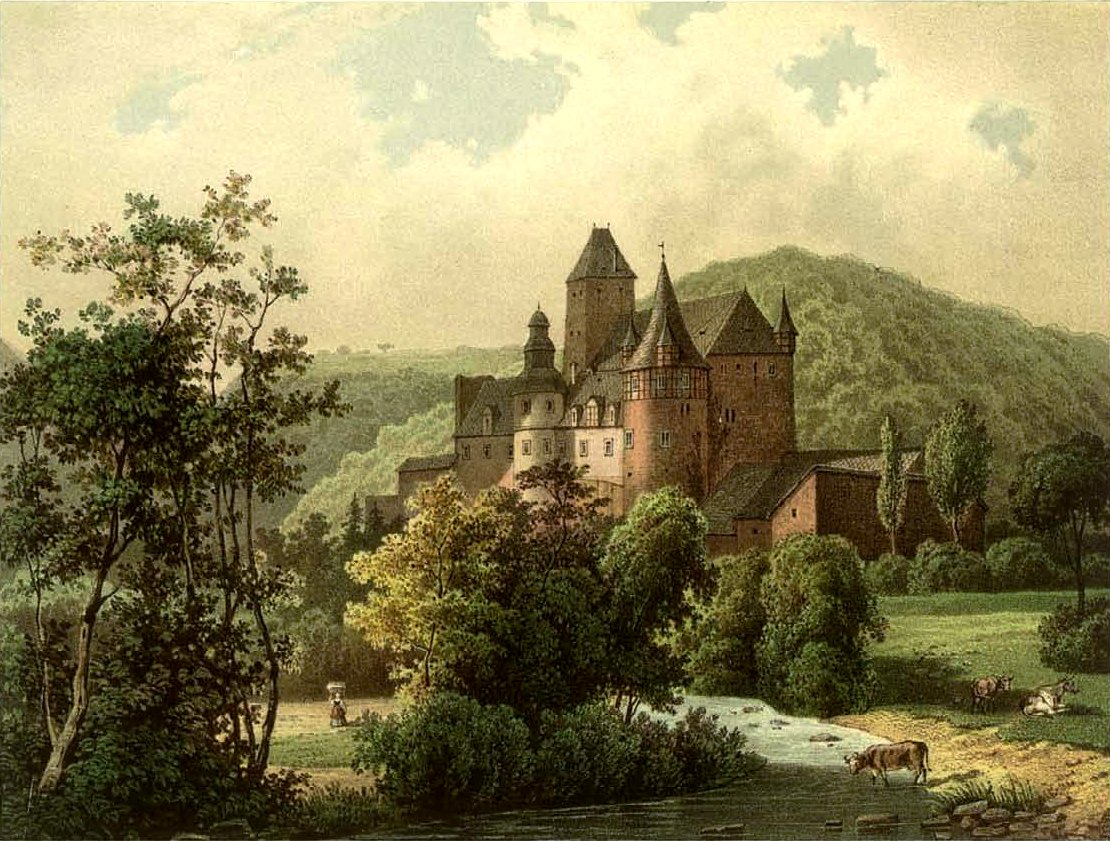
Замок Бюрресхайм в 1860 году, коллекция Александра Дункера

По вопросу собственности Ланштайнов в 1572 году возник спор, который не удалось урегулировать даже через Имперский камеральный суд. Лишь в 1659 году стороны достигли соглашения, и семья Брайдбахов стала единоличным владельцем замка, а имя звучало «фон Брайдбах-Бюрресхайм». В 1691 году их возвели в титул фрайхерр (баронов). Известным представителем семьи был Эммерих Йозеф фон Брайдбах-Бюрресхайм, курфюрст и архиепископ Майнцский в 1763—1774 годах. Во времена фрайхерра фон Брайдбах-Бюрресхайма свободный имперский Бюрресхайм включал деревни Санкт-Йохан, Риден и Вальдеш, деревню Ниц и Мюлен.
В 1796 году со смертью последнего мужчины рода Франца Людвига Ансельма фрайхерра фон Брайтбах-Бюрресхайма, амтманна Кобленца и Эренбрайтштайна при бегстве от французских войск замок Бюрресхайм наследовал внук его сестры граф Клеменс Венцеслав Ренессе, чьи потомки продолжали жить в замке. С кончиной последней представительницы в возрасте 32 лет спустя 11 дней после своей свадьбы замок в 1921 году также по наследству перешёл семье графов Вестерхолтов. Через 17 лет из-за финансовых неурядиц они продали замок Бюрресхайм с мебелью ассоциации Прусской провинции Рейн. В 1948 году замок отошёл «Государственной администрации дворца Рейнланд-Пфальц», который в 1998 году передал замок преемнику организации «Замки, дворцы, древности Рейнланд-Пфальц».

## Архитектура

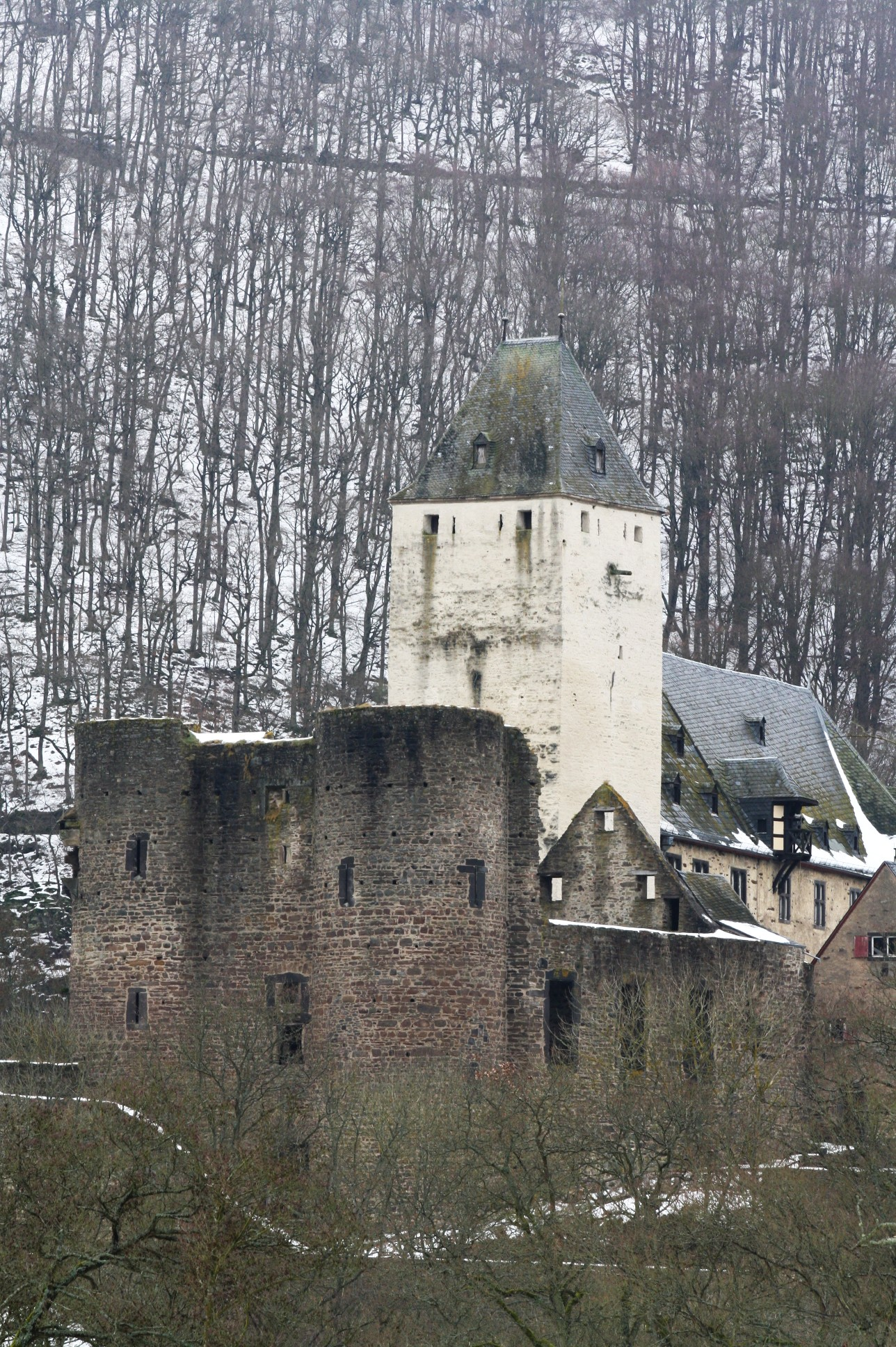
Кёльнский замок с двубашенными вратами на фоне горы

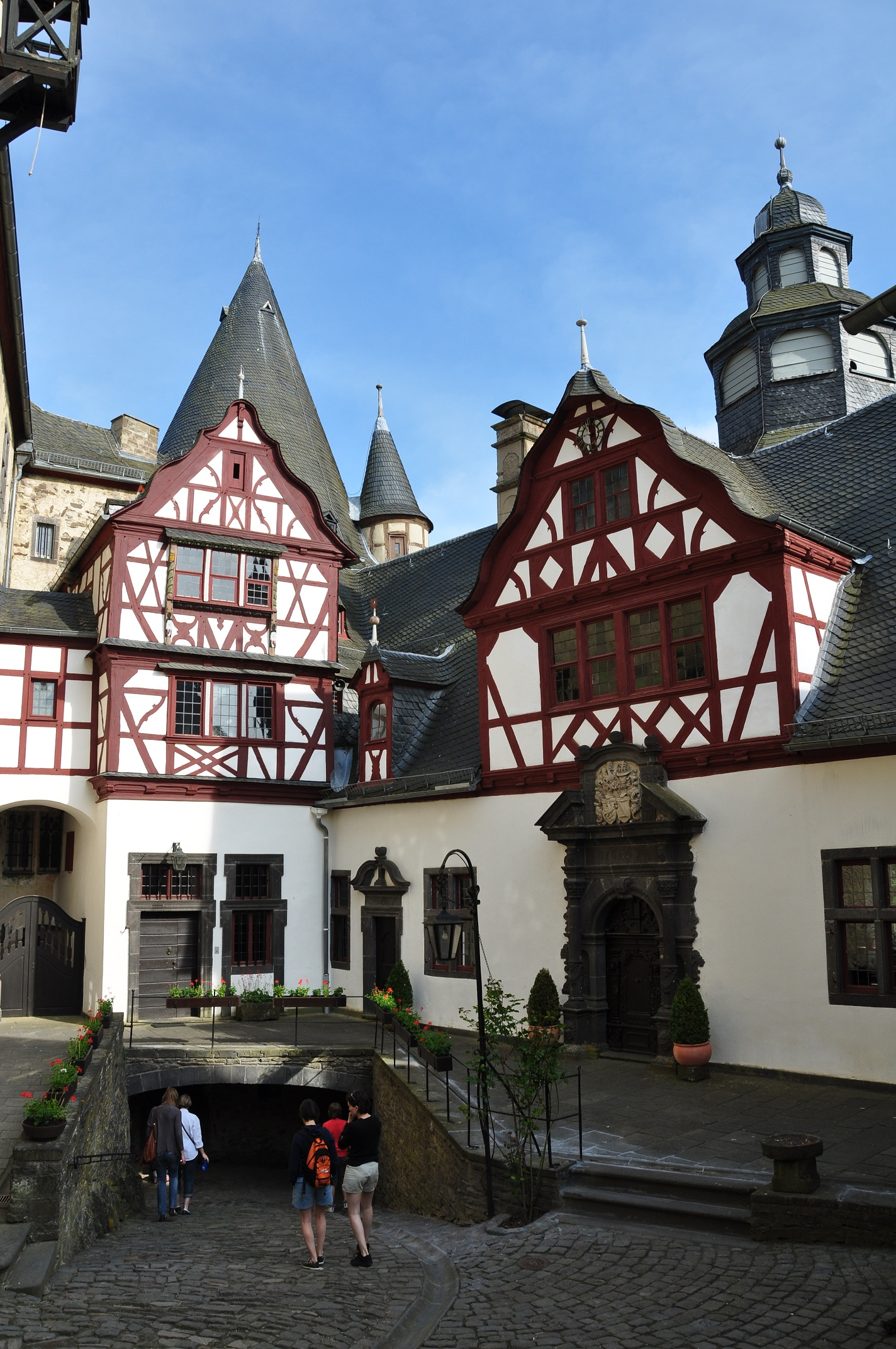
Внутренний дворик

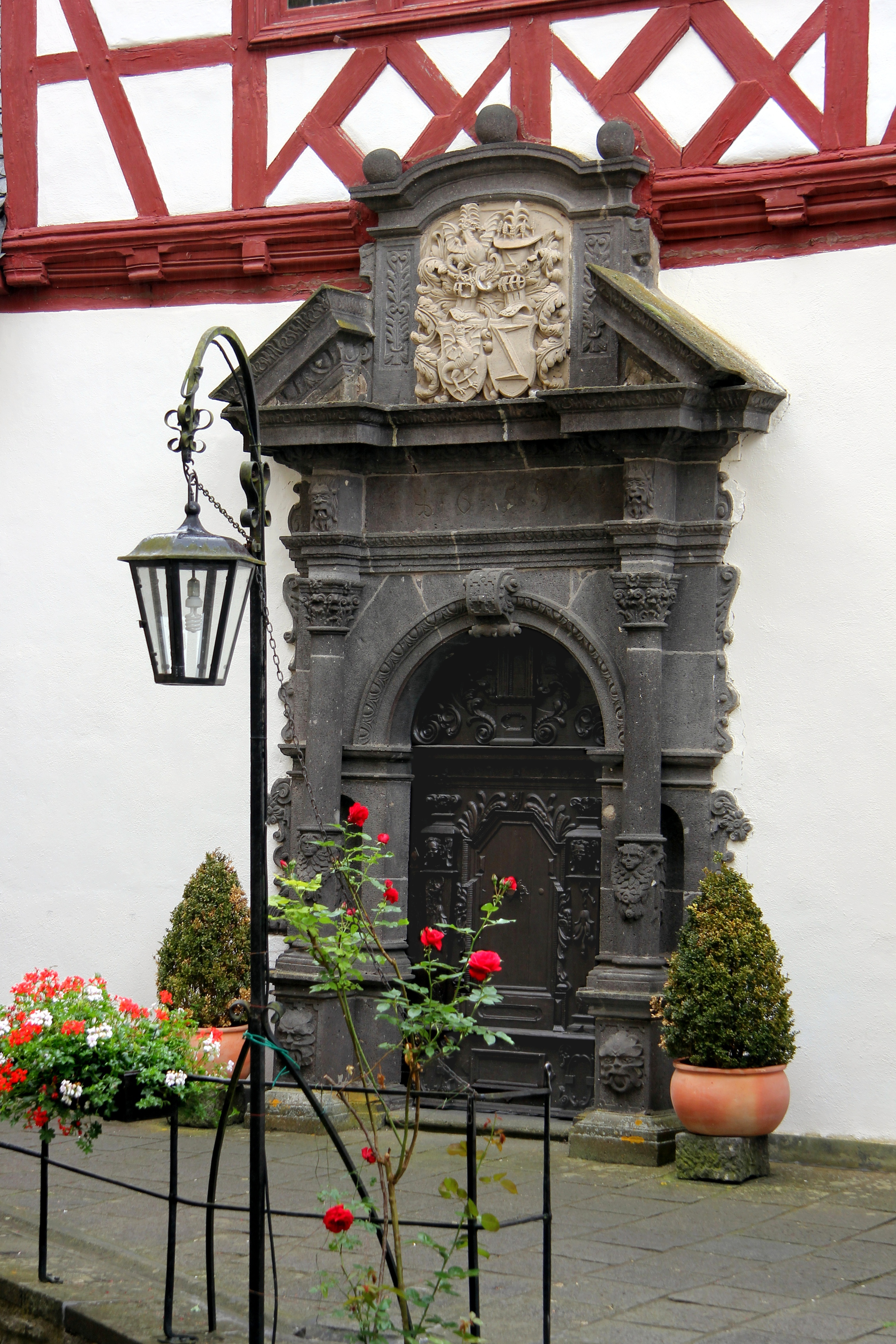
Портал с гербами семей Брайдбах, Бюрресхайм и Метценхаузен

Комплекс получил свой нынешний вид в XV веке. Прежде строение было несмежным, разновеликим бергфридом XII века в романском стиле.
Обнесённый однажды крепостной стеной замок укреплён и двумя поперечными рвами. Последние теперь засыпаны, а от крепостной стены сохранилось немного.

### Бергфрид
Почти квадратный бергфрид — самое старое строение в замковом комплексе. Старинный надземный вход XVII века дополнен барочной лестницей. Вероятно, в XV—XVI веках пристроен пятый этаж.

### Кёльнский замок
Название западной части комплекса в 1339 году дал её строитель архиепископ Филипп I фон Хайнсберг. Она представляла собой широкий двор, от которого сохранились фрагменты наружной стены, и позднеготическое ядро замка. Вход осуществлялся с северо-запада через подъёмный мост.
Ядро замка состояло из двубашенных ворот, которые одновременно служили щитовой стеной, и прилегающей к нему зала. Подвал по обыкновению того времени выполнен с цилиндрическим сводом. Первый этаж включал большой зал с маленькой часовней.
После 1659 года Кёльнский замок, в связи с расширением Трирского замка, превратился в скотный двор и пришёл в упадок. Сегодня он лежит в руинах.

### Трирский замок
Самое старое сохранившееся здание Трирского замка на границе с Кёльнским замком восходит к периоду Лойтесдорфа, когда во второй половине XIV века был построен жилой дом. Прочие строения появились при Брайдбахах.
Герхард и Йохан фон Брайдбах после 1473 года на юго-востоке выстроили трёхэтажное здание, примыкающее к жилому зданию. Позже пристроен верхний этаж на ферме. Жилые постройки позднего средневековья, напротив, иллюстрирует, как просто жили в около 1490 году. На каждом этаже устроен большой зал с дубовыми колоннами и балочными потолками, огромными каминами. Лишь в последующие века появились уютные комнаты.
Когда Брайдбах заполучил замок в единоличное пользование в 1659 году, началась обширная реконструкция жилого дворца в стиле барокко. Анна Магдалена фон Метценхаузен, вдова Вольфа Генриха фон Брайдбаха, построила крупное южное крыло, а в 1698—1700 годы Георг Райнхард фон Брайдбах — последний структурный разрыв между главной башней и готическими жилыми зданиями — так называемым Kapellenbau. Необычным стало устройство часовни не на первом этаже, согласно традиции, а на втором.
В 1683 году на юго-западе разбит регулярный парк в стиле барокко, который переделан в 1952 году.

## Туризм
Хотя руины Кёльнского замка закрыты для посетителей, некоторые части Трирского замка можно посетить на экскурсии.
Долгое пребывание Бюрресхайма в владении одной знатной семьи определило сохранность интерьеров, включающих предметы от поздней готики до историзма. С многочисленных портретов глядят члены и родственники семьи и фюрсты прошлых лет.
Король Баварии Людвиг I и кайзер Вильгельм II посещали в своё время замок Бюрресхайм.

## Место съёмок
- Замок Бюрресхайм фигурирует в фильме «Индиана Джонс и последний крестовый поход» как вымышленный замок Брюнвальд, где содержится в заточении профессор Генри Джонс-старший.
- Также замок Бюрресхайм в детском фильме «Принц и мальчик для битья» (нем. Der Prinz und der Prügelknabe; 1995) представлен замком короля, откуда сбегают герои.
- В мае 2009 года здесь проходили съёмки фильма-сказки от WDR «Румпельштильцхен» по одноимённой сказке.